# Scatopsciara maroccoensis
Scatopsciara maroccoensis är en tvåvingeart som beskrevs av Werner Mohrig och Jaschhof 1997. Scatopsciara maroccoensis ingår i släktet Scatopsciara och familjen sorgmyggor. Inga underarter finns listade i Catalogue of Life.